# Phyllogomphoides pseudangularis
Phyllogomphoides pseudangularis – gatunek ważki z rodziny gadziogłówkowatych (Gomphidae). Występuje na terenie Ameryki Południowej.